# Krzysztof Choiński
Krzysztof Michał Choiński (ur. 12 października 1940 w Lublinie, zm. 16 kwietnia 2025 w Warszawie) – polski dramaturg, tłumacz oraz znawca literatury i historii Francji. 

## Życiorys
Urodził się w rodzinie Wiesława, dziennikarza, i Ligii z domu Baumann, księgowej. Maturę zdał w 1958 Liceum im. Bolesława Prusa w Warszawie a w 1965 ukończył filologię romańską w Instytucie Romanistyki Uniwersytetu Warszawskiego. Był członkiem Zrzeszenia Studentów Polskich. Podjął pracę naukową na macierzystej uczelni. Kolejno był stażystą, doktorantem, starszym asystentem, adiunktem i starszym wykładowcą. W 1972 na Wydziale Neofilologii UW obronił pracę doktorską pt. Wczesny okres twórczości Pierre Corneille'a napisaną pod kierunkiem prof. Mieczysława Brahmera i uzyskał stopień doktora nauk humanistycznych. W 2007 przeszedł na emeryturę.
Debiutował w 1961 na łamach nr 9 miesięcznika „Dialog”, jako autor sztuki Krucjata. Jest autorem sztuk teatralnych wystawianych na deskach teatrów w Polsce i za granicą, autorem słuchowisk Teatru Polskiego Radia. Swoje teksty dramatyczne publikował w czasopismach „Dialog” oraz „Scena”. Kilka jego sztuk było przetłumaczonych na język łotewski, rosyjski i węgierski. Jako prozaik zadebiutował powieścią Daleka jazda pośród wrzosowisk, jest też autorem powieści dla dzieci Stary pies i siedem szczeniaków. W latach 1986–1987 współpracował z „Tygodnikiem Kulturalnym”, gdzie pod pseudonimem „Weredyk” publikował swoje felietony. 
Od 1962 jest członkiem Stowarzyszenia Autorów ZAiKS. W latach 1964–1983 należał do Związku Literatów Polskich. W 1982 został członkiem Polskiego Ośrodka Międzynarodowego Instytutu Teatralnego (ITI), a w latach 1990–1993 był wiceprezesem jego Sekcji Dramatopisarzy. Od 1989 jest członkiem Stowarzyszenia Pisarzy Polskich (w latach 1993–1996 i od 2011 sekretarz ZG, w latach 2002–2008 wiceprezes), a od 1991 członkiem Polskiego PEN Clubu. W 2001 był członkiem założycielem Stowarzyszenia Drama. 
Żonaty od 1968 z Alicją z domu Holecką, romanistką i reżyserem teatralnym. Zmarł 16 kwietnia 2025 roku w Warszawie, a 25 kwietnia 2025 roku został pochowany na Cmentarzu ewangelicko-augsburskim w Warszawie.  

## Twórczość
- Krucjata (1961)
- Cedrowy dwór (1963)
- Nocna opowieść (1963)
- Alarm (1966)
- Stendhal i Spółka (1968)
- Sztandar (1968)
- Kwiaty dla matki (1971)
- Wieczór wspomnień (1973)
- Otwórz drzwi (1976)
- Pod nieobecność (1976)
- Karczma (1981)
- Maria, Elżbieta, Małgorzata (1983)
- Piwnica (1984)
- Miły wieczór w rodzinnym gronie (1985)
- Bardzo dyplomatyczny obiad czyli, co u licha z tą Europą?! (1986)
- Godzina prawdy (Rok 1832) (1988)
- Będą piękne Święta (1990)
- Poczekamy, zobaczymy... (1995)
- Daleka jazda pośród wrzosowisk (1997)
- Stary pies i siedem szczeniaków (2007)

## Ordery i odznaczenia
- Krzyż Kawalerski Orderu Odrodzenia Polski (29 kwietnia 1998)[9]
- Srebrny Krzyż Zasługi (1990)[6]
- Brązowy Medal „Zasłużony Kulturze Gloria Artis” (18 maja 2016)[10] - odmówił przyjęcia[8]
- Medal ZAiKS-u (2009)[11]
- Medal Kongresu Kultury Polskiej na Obczyźnie[4]

## Nagrody i wyróżnienia
- I nagroda w I Konkursie Debiutów Dramaturgicznych Teatru Ateneum w Warszawie za sztukę Krucjata (1961)
- III nagroda w Konkursie Telewizji Polskiej na widowisko telewizyjne - za dramat Cedrowy dwór (1963)
- wyróżnienie w konkursie Naczelnej Redakcji Programu III PR na słuchowisko współczesne - za tekst Wizyta w Zjednoczeniu (1970)
- II nagroda w Międzynarodowym konkursie dramaturgicznym w Ljubljanie za sztukę Bardzo dyplomatyczny obiad czyli, co u licha z tą Europą?! (1986)[8]
- III nagroda w Konkursie na napisanie utworu dramatycznego z okazji 75-lecia Teatru Polskiego w Warszawie za sztukę Rok 1832 (1987)
- Nagroda 100-lecia ZAiKS-u (2018)[11]

Źródło:.